# Kloster Lure

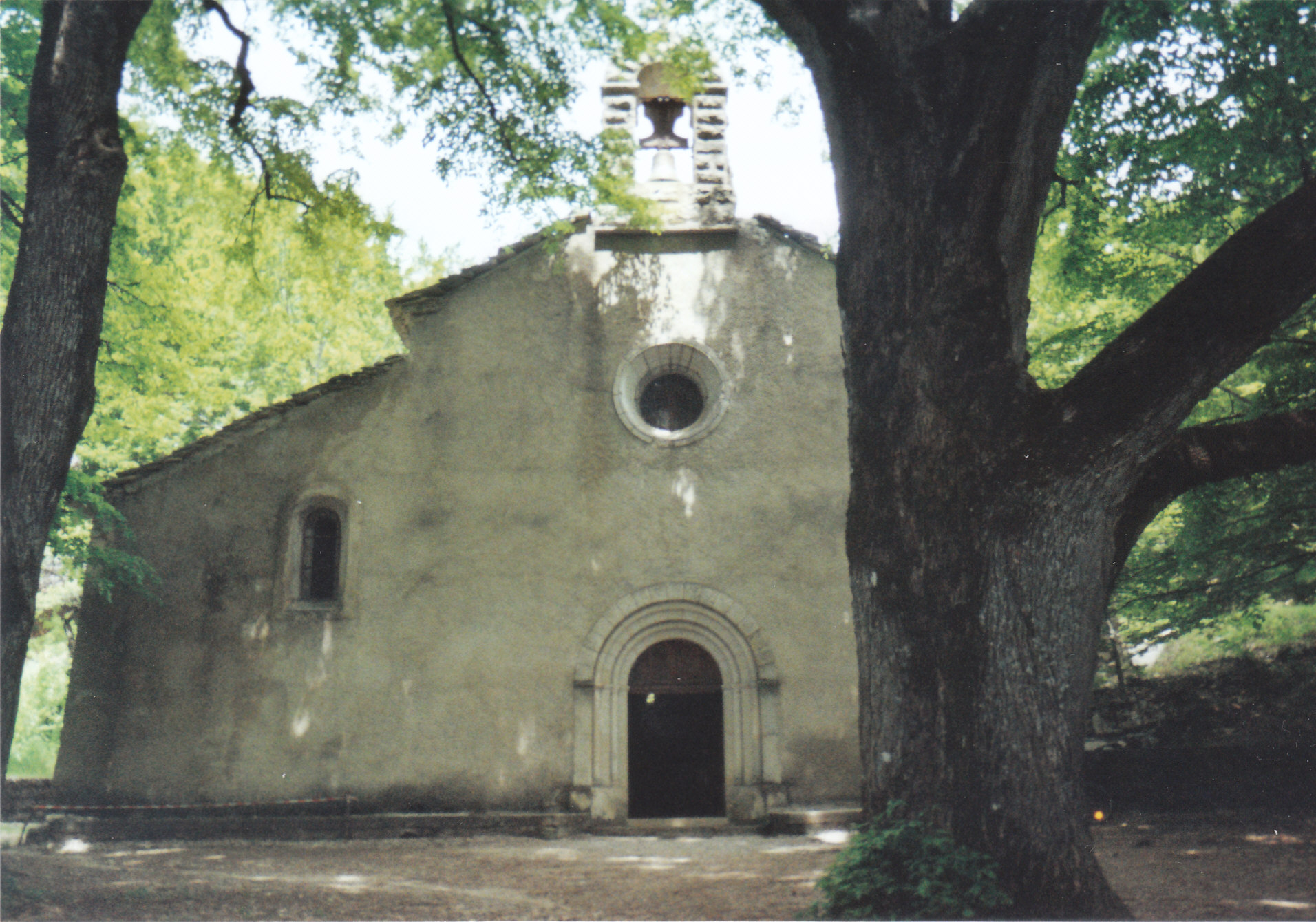
Kloster Lure (2008)

Das Kloster Lure in Saint-Étienne-les-Orgues (Département Alpes-de-Haute-Provence) in Frankreich gehörte von 1165 bis 1318 zum Orden der Chalaisianer, dann bis 1418 dem Domkapitel von Avignon und wurde 1481 säkularisiert. Heute ist nur noch die inzwischen restaurierte Kirche übrig. Das Kloster ist nicht zu verwechseln mit der Benediktinerabtei Lure in Lure (Département Haute-Saône). Das Kloster ist seit 1980 als Monument historique klassifiziert.

## Geschichte
Guigues von Revel, Abt des Klosters Boscodon, gründete 1165 mit Unterstützung des Bischofs von Sisteron 9 km nördlich Saint-Étienne-les-Orgues im Lure-Gebirge in 1200 m Höhe das Chalaisianer-Kloster Notre-Dame de Lure. Lure gründete 1185 in Le Saix das Kloster Clausonne und 1190 in Ribiers das Kloster Clairecombe (auch: Clarescombes). Die 1481 säkularisierte Abtei verfiel. Im 17. Jahrhundert wurde die Kirche restauriert und eine Wallfahrt organisiert. Seit der Französischen Revolution kam es zum neuerlichen Verfall, der aber seit ca. 1978 aufgehalten wurde. Seit 1980 steht die Kirche unter Denkmalschutz.